# San Antonio (distrito de Puno)
San Antonio é um distrito do Peru, departamento de Puno, localizada na província de Puno.

## Transporte
O distrito de San Antonio não é servido pelo sistema de estradas terrestres do Peru.